# Paratylotropidia
Paratylotropidia es un género de saltamontes de la subfamilia Melanoplinae, familia Acrididae, y está asignado a la tribu Dactylotini. Este género se distribuye en Estados Unidos.

## Especies
Las siguientes especies pertenecen al género Paratylotropidia:
- Paratylotropidia beutenmuelleri Morse, 1907
- Paratylotropidia brunneri Scudder, 1897
- Paratylotropidia morsei Rehn & Rehn, 1943